# Insamlingsstiftelsen Cancer- och Allergifonden
Insamlingsstiftelsen Cancer- och allergifonden är en svensk ideell organisation engagerad i cancer- och allergifrågor som har ett samband med miljön. Verksamheten finansieras fullt ut med gåvor från privatpersoner och företag. Stiftelsen innehar 90-konto och är medlem i Föreningen Stiftelser i Samverkan (SiS) och Frivilligorganisationernas Insamlingsråd (FRII). 
Stiftelsens insamlade medel går huvudsakligen till förebyggande, miljörelaterad cancer- och allergiforskning som bedrivs på universitetssjukhusen i Sverige. Ett 20-tal projekt får anslag årligen. Vidare ger Stiftelsen bidrag till personer som är svårt drabbade av cancer- eller allergi för att täcka kostnader för rehabilitering och andra sjukdomsrelaterade kostnader. 

## Miljömedicinska priset
Mellan 1995 och 2019 hyllade Cancer- och allergifonden extraordinära insatser inom cancer- och allergiforskning genom en årlig utdelning av Miljömedicinska Priset. Priset var ett av Sveriges största forskningspriser. Det delades ut till en eller två forskare som gjort banbrytande upptäckter inom cancer- och allergiforskningen eller andra som på ett extraordinärt sätt betytt mycket för cancer- och allergiområdet ur ett samhällsnyttoperspektiv.

## Pristagare
- 2019: Madeleine Rådinger
- 2018: Hans Grönlund, Ingrid Hedenfalk
- 2017: Annika Scheynius, Sougat Misra
- 2016: Maria Shoshan, Jan-Inge Henter
- 2015: Tina Dalianis, Marianne van Hage
- 2014: Håkan Mellstedt, Britta Wahren
- 2013: Maria Jenmalm
- 2012: Eva Sverremark-Ekström, Anna-Carin Olin
- 2011: Bengt Fadeel, Stefan Jarl
- 2010: Hilde Nybom, Bert van Bavel
- 2009: Åke Bergman, Kristina Jakobsson
- 2007: Roland Grafström, Mikael Björnstedt
- 2006: Eva Millqvist, Christine Wennerås
- 2005: Lars Hagmar, Göran Petersson
- 2004: Agnes Wold, Bert Björkner
- 2003: Margaretha Jägerstad, Margareta Törnqvist[1]
- 2002: Olav Axelson, Mikael Eriksson
- 2001: Gunnar Lindgren, Marie Vahter
- 2000: Gunilla Lindström, Eva Klasson Wehler
- 1999: Björn Gillberg, Lars Gustafsson
- 1998: Björn Nordenström, Bo Forslind
- 1997: Christoffer Rappe, Lennart Hardell
- 1996: Mats Hansson
- 1995: Olle Johansson